# Фомин, Евгений Яковлевич
Евге́ний Я́ковлевич Фоми́н (28 марта 1946, Москва — 13 марта 2008) — российский трубач и музыкальный педагог, солист Московского государственного симфонического оркестра, профессор Московской консерватории, заслуженный артист РСФСР.

## Биография

### Ранние годы
Евгений Фомин начал заниматься музыкой в детской музыкальной школе № 10. Окончив её в 1964 году по классу А. И. Базарова, он поступил в Музыкальное училище им. М. М. Ипполитова-Иванова. В 1967 Фомин окончил училище по классу Н. Н. Яворского. В том же году он поступил в класс Г. А. Орвида в Московскую консерваторию.

### Исполнительская деятельность
Фомин начал свою оркестровую карьеру в Госоркестре под управлением Евгения Светланова в 1971 году. С 1972 года он работал солистом-трубачом в Московском государственном симфоническом оркестре под управлением Вероники Дударовой. В 1974—1990 годах Фомин играл в оркестре Московской филармонии. За годы работы в оркестре Евгений Фомин регулярно играл под руководством многих известных дирижёров, принимал участие в многочисленных зарубежных гастролях. За время работы в симфонических оркестрах Фомин исполнил большинство известных сольных партий трубы как в классических, так и в современных музыкальных произведениях. Среди аудиозаписей с его участием есть такие произведения, как «Манфред» Чайковского, «Поэма экстаза» и третья симфония Скрябина, первый фортепианный концерт Шостаковича и второй Бранденбургский концерт Баха.

### Педагогическая деятельность
С 1989 года Евгений Фомин преподавал в музыкально-педагогическом институте им. Гнесиных, в 1997 году он получил звание доцента. С 1998 года преподавал трубу, педагогическую практику и родственные инструменты в Московской государственной консерватории. С 2005 Фомин носил звание профессора консерватории. Помимо работы в высших музыкальных учебных заведениях, он более 20 лет преподавал в детской музыкальной школе им. А. К. Лядова. Фоминым был подготовлен к изданию сборник «Избранные этюды зарубежных композиторов».

## Награды и звания
- Заслуженный артист РСФСР (1986)